# Íntima
Íntima (relançada em dezembro de 1999 como Íntima & Pessoal) foi uma publicação brasileira, dedicada à abordagem de conteúdo relacionado à nudez masculina, lançada em abril de 1999.
Apesar do conteúdo ousado em algumas de suas edições, a Íntima mantinha uma aparência editorial que lembrava uma revista para adolescentes. Ela abordava uma variedade de tópicos, incluindo moda, sexo, cosméticos e horóscopo, atendendo a uma gama diversificada de interesses de suas leitoras.
Outro aspecto notável era o fato de ser regra fundamental que os modelos nus não deveriam aparecer excitados nas fotos, dessa forma, segundo a editora Emmy Bentson, manteria um padrão de respeito e elegância.
Marcos Salles foi o diretor e criador da revista. Ele tinha como objetivo criar a primeira revista de nu masculino voltada para o público feminino, visto que revistas como a G Magazine tinham um editorial ligado a homens gays. Em entrevista datada de 1999, o diretor afirmou que: "As mulheres estão mais à vontade para apreciar a nudez masculina", daí a escolha de investir nesse ramo mercadológico.
Nas primeiras edições, a Íntima evitou a exposição total de seus modelos, deixando de lado o nu frontal. Essa escolha editorial refletia um desejo de manter um tom mais discreto e, talvez, atrair um público que valorizasse um equilíbrio entre sensualidade e estilo. No entanto, as leitoras começaram a pedir mais ousadia e que as fotos mostrassem os modelos por inteiro, sem qualquer tipo de censura.
A revista respondeu à demanda de suas leitoras. A primeira personalidade a aparecer com um nu frontal foi o ator e cantor Klaus Hee, que na época era conhecido por ser assistente de palco dos apresentadores Angélica e Gugu Liberato.
Segundo a revista IstoÉ, a tiragem da primeira edição da revista, que trazia o ator Humberto Martins na capa, foi de 200 mil exemplares, ao passo que, de acordo com o Diário do Grande ABC, a revista chegou a ter tiragem inicial de 160 mil exemplares, com a edição do jogador de futebol Renato Gaúcho.
Entre as várias personalidades conhecidas que foram capa ou apareceram nus nos ensaios estão: os atores Alexandre Frota e Raul Gazolla, o cantor Waguinho, e o jogador Renato Gaúcho. Em sua coluna no jornal Tribuna da Imprensa, o jornalista Ferreira Netto publicou que os atores e jogador mencionados anteriormente (junto com o ator Beto Simas) entraram com um processo contra a revista, com a alegação de que não receberam cachê integral. Anteriormente, em 21 de julho do mesmo ano, o jornalista revelou que a revista estava passando por dificuldades financeiras.
Em outubro de 1999, a revista Íntima da Salles Editora, deixou de ser comercializada. Dando sequência ao projeto, a NBO Editora passou a lançá-la com um novo título: Íntima e Pessoal.

## Histórico de capas
Histórico de modelos que foram capas da revista desde o início.

### 1999
| Revista Íntima | Revista Íntima   | Revista Íntima | Revista Íntima     | Revista Íntima |
| Edição         | Capa             | Mês            | Notas              | Refs           |
| -------------- | ---------------- | -------------- | ------------------ | -------------- |
| 001            | Humberto Martins | Abril          | Ator               | [ 11 ]         |
| 002            | Renato Gaúcho    | Maio           | Jogador de futebol | [ 12 ]         |
| 003            | Raul Gazolla     | Junho          | Ator               | [ 13 ]         |
| 004            | Alexandre Frota  | Julho          | Ator               | [ 14 ]         |
| 005            | Klaus Hee        | Agosto         | Ator / Cantor      | [ 15 ]         |
| 006            | César Oliveira   | Setembro       | Ator               | [ 16 ]         |

| Revista Íntima & Pessoal | Revista Íntima & Pessoal | Revista Íntima & Pessoal | Revista Íntima & Pessoal   | Revista Íntima & Pessoal |
| Edição                   | Capa                     | Mês                      | Notas                      | Refs.                    |
| ------------------------ | ------------------------ | ------------------------ | -------------------------- | ------------------------ |
| 001                      | Joubert Campelo          | Dezembro                 | Garoto da Banheira do Gugu | [ 17 ]                   |

### 2000
| Revista Íntima & Pessoal | Revista Íntima & Pessoal | Revista Íntima & Pessoal | Revista Íntima & Pessoal | Revista Íntima & Pessoal |
| Edição                   | Capa                     | Mês                      | Notas                    | Refs.                    |
| ------------------------ | ------------------------ | ------------------------ | ------------------------ | ------------------------ |
| 002                      | Waguinho                 | Janeiro                  | Cantor                   | [ 18 ]                   |
| 003                      | Sylvinho Blau-Blau       | Fevereiro                | Cantor                   | [ 19 ]                   |
| 004                      | Adriano Heck             | Março                    | Modelo                   | [ 15 ]                   |
| 005                      | Leandro Resende          | Abril                    | DJ                       | [ 20 ]                   |
| 006                      | Humberto Martins         | Maio                     | Ator                     | [ 21 ] [ 22 ]            |
| 007                      | Tetê Vasconcelos         | Junho                    | Ator                     | [ 23 ]                   |
| 008                      | Marco Mastronelli        | Julho                    | Modelo                   | [ 15 ]                   |
| 009                      | Gabriel Marcellos        | Agosto                   | Stripper                 | [ 24 ]                   |